# Franz Schneider Verlag
Der Franz Schneider Verlag war ein deutscher Verlag mit einem Schwerpunkt im Druck und Vertrieb von Kinderbüchern. Im Jahr 2003 wurde der Verlag in die Egmont Verlagsgesellschaften eingegliedert und damit aufgelöst. Dabei blieb bis heute der Markenname Schneiderbuch erhalten. 2020 wurde Schneiderbuch an die britische Unternehmensgruppe HarperCollins verkauft.
Von Mitte der 1980er Jahre bis 1990 bestand die verlagseigene Hörspiel-Sparte Schneider Ton.

## Geschichte

### 1913–1945
Am 1. April 1913 gründete Franz Schneider (* 1875; † 13. Januar 1946 in Wittenberg) den Franz Schneider Verlag in Schöneberg bei Berlin. Zu den ersten Publikationen gehörten vor allem Kinder- und Märchenbücher, z. B. von Sophie Reinheimer.
In den Jahren um 1922 wurde die Reihe Schneiders Bühnenführer herausgegeben, in dem meist moderne Dramatiker wie Frank Wedekind und George Bernard Shaw mit ihren Werken vorgestellt wurden. In der Reihe Luxusgrafiken erschienen Dramentexte mit Illustrationen von Grafikern.
Mit Beginn der nationalsozialistischen Herrschaft im Jahr 1933 wurden im Franz Schneider Verlag auch Titel wie Ulla, ein Hitlermädel, Kinder, was wißt ihr vom Führer? und Der Kampf um die Feldherrnhalle verlegt. Spätestens seit 1936 erschienen im Franz Schneider Verlag auch Bücher, die den Krieg verherrlichten, zum Beispiel von Albert Benary und Helmuth Koschorke.
Insgesamt 125 Titel des Verlages von 1913 bis 1945 wurden danach in der SBZ bzw. DDR in der in verschiedenen Ausgaben erschienenen Liste der auszusondernden Literatur erfasst.

### Seit 1945
Nach dem Tod des Gründers Franz Schneider 1946 führte seine Witwe Luise Schneider den Familienbetrieb gemeinsam mit deren Sohn Franz-Joachim Schneider. Dieser leitete das Unternehmen dann von 1964 bis 1985 als Alleininhaber. 
1985 verkaufte er Verlag und Marke an die dänische Unternehmensgruppe Egmont. 2003 übernahm die Egmont Verlagsgesellschaft Köln den Vertrieb und Verkauf und benannte die Marke in Schneiderbuch um. 
Hauptstandorte der Geschäftstätigkeit sind seitdem neben Berlin auch Köln und München.
2020 wurde Schneiderbuch an die britische Unternehmensgruppe HarperCollins verkauft.

## Standorte
- 1. April 1913 Schöneberg bei Berlin, Kaiser-Friedrich-Straße 4[10][11]
- vor 1918 Leipzig, Nebensitz
- 28. Oktober 1920 Berlin, Dessauer Straße 10, neuer Hauptsitz
- 1. Juni 1927 Leipzig, Nonnenstraße 10, Nebensitz (?)
- 7. April 1936 Berlin-Grunewald, Douglasstraße 30, Hauptsitz (?)
- 1949 Augsburg Schrannenstraße 2
- 1953 München, Frankfurter Ring 158
- Berlin
- 2003 Köln, München, Nebenstandorte

## Historische Publikationen
- Sophie Reinheimer: Bunte Blumen, 1913
- Sophie Reinheimer: Von Sonne, Regen, Schnee und Wind und anderen guten Freunden, 1918
- Max Jungnickel: Jakob Heidebuckel, 1918
- Max Jungnickel: Aus den Papieren eines Wanderkopfes, 1918
- Paul Gärtner (Hrsg.): Der Frühling. Dichtungen aus Lenz und Leben, 1918
- Max Jungnickel: Gäste der Gasse, 1919
- Rudolf Winkler, Paul Gärtner: Der Riese Mugel, Märchen-Bilderbuch, 1919
- Anselm Ruest: Des Junkers Schelmuffsky wahrhaft kuriose und sehr gefährliche Reisebeschreibunhg zu Wasser und zu Lande. Nach Chr. Reuter für die Jugend wiedererzählt, 1920
- Lotte Haedicke (Hrsg., Übers.): Unter Gnomen und Trollen im nordischen Märchenwald, 1920

## Publikationen

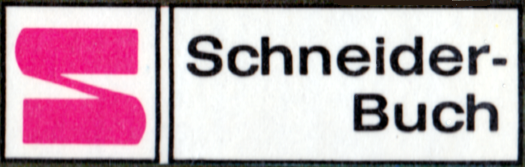
Ehemaliges Verlagslogo vor 1985 von einem Buchdeckel

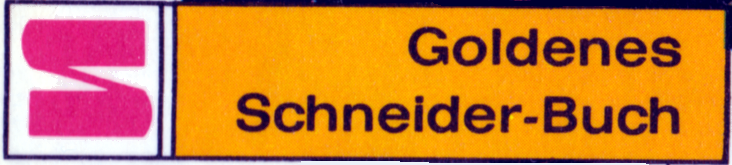
Logo eines „Goldenen Schneider-Buchs“

Bekannte Buchreihen sind unter anderem die Hanni-und-Nanni-Serie für Mädchen und die Burg-Schreckenstein-Serie für Jungen. Auflagen von über 100.000 erhielten die Auszeichnung Goldenes Schneider-Buch.
Der Slogan Kinder lieben Schneider-Bücher war unten auf der Buchrückseite aufgedruckt. Zudem war oft eine Altersempfehlung (von-bis) angegeben.
Auf dem Buchrücken war unten nur das „S“-Logo vorhanden. Bücher für Jungen hatten dort ganz oben oft die Kennzeichnung „J“; außerdem war der Name des Autors in hellblauer Schrift geschrieben. Bei Büchern für Mädchen war der Autorenname in roter/violetter Schrift, und mit der Kennzeichnung „M“ am oberen Buchrücken. Bücher für Jungen und Mädchen waren zunächst ebenfalls rot, später gelb gekennzeichnet.
Seit dem Jahr 2003 wird die Zielgruppe schwerpunktmäßig auf Kinder und Jugendliche bis zwölf Jahre gelegt. Dabei werden Comics, Märchen- und Abenteuerromane als Schwerpunkt veröffentlicht, wobei auch Filmbegleitbücher, Storybooks oder Themenwelten eine wichtige Rolle spielen.
Allerdings werden auch klassische Schneiderbuchreihen wie die Burg Schreckenstein immer wieder neu aufgelegt.
Weitere Buchreihen sind dabei Bibi Blocksberg, Kommissar Kugelblitz, Ein Fall für dich und das Tiger-Team und Commander Perkins. Zu einigen Kinderbüchern entstanden auch Kinofilme, zu denen Schneiderbuch dementsprechende Filmbegleitbücher herausbrachte.
Comic-Romane bei Schneiderbuch sind unter anderem Dork Diaries, Olivia Viewegs Bin ich blöd, oder was?! sowie Bücher der Reihen Tom Gates, Oscar, Luisa und Ein Fall für Kitti Krimi.

### Autoren
Zu den Autoren des Verlags gehören unter anderem Enid Blyton, Tina Caspari, Alfred Bekker, Sabine Bohlmann, Thomas C. Brezina, Erhard Dietl, H. G. Francis, Klaus Jamin, Tommy Krappweis, Dagmar H. Mueller, Rachel Renee Russell, Ursel Scheffler, Jens Schumacher, Rolf Ulrici, Vincent Andreas, Betina Gotzen-Beek, Gerhard Hahn, Ute Krause und Bernd Perplies.

## Hörspiele
Auf einer Messe machte Franz-Joachim Schneider die Bekanntschaft von Heikedine Körting, woraus Hörspieladaptionen von beliebten Reihen aus dem Schneider-Programm durch die Miller International Schallplatten GmbH (später Europa) resultierten. Vertont wurden so u. a. Hanni und Nanni, Burg Schreckenstein, Trixie Belden, Bille und Zottel, Ich und meine Schwester Klara und die Pizza-Bande.
Als Mitte der 1980er Jahre die Verkaufszahlen der Bücher zurückgingen, startete der Schneider-Verlag unter dem Namen Schneider Ton eine eigene Hörspiel-Sparte. Mit Ausnahme der Hanni und Nanni-Reihe, die bis heute (Stand 2023) von Europa fortgesetzt wird, produzierte Schneider Ton eigene Hörspiel-Versionen der zuvor von Europa vertonten Titel und adaptierte weiteren Stoff wie Geheimagent Lennet, Erzählungen von Sophie Reinheimer (Der Wind erzählt...) und Urmel aus dem Eis, außerdem wurden Kinderlieder verlegt. Die künstlerische Gesamtleitung hatte zumeist Marita Köster inne, daneben führten u. a. auch Wolfgang Klein und Hans-Jürgen Fröhlich Regie, die Hörspielmusik stammt zum Teil von Peter Thomas.
Für die Rollen der jugendlichen Protagonisten setzte Schneider Ton auf weitgehend unbekannte Stimmen aus dem Raum München, in den Nebenrollen kamen auch prominente Schauspieler wie Walter Giller, Nadja Tiller, Eckart Dux und Martin Semmelrogge zum Einsatz.
Da der Erfolg jedoch hinter den Europa-Produktionen zurückblieb, wurde Schneider Ton bereits 1990 wieder aufgelöst.

## Nachweise
1. ↑  HarperCollins übernimmt Schneiderbuch, boersenblatt.net, 1. April 2020, abgerufen am 9. Mai 2020.
2. 1 2  Der “Schneider-Verlag” und seine Hörspiele. In: Talker-Lounge. 22. Januar 2018, abgerufen am 10. April 2023.
3. ↑  Luxusgrafik Schneider WorldCat
4. ↑  Werke aus dem Franz Steiner Verlag (1940) WorldCat
5. ↑  Werke von Albert Benary im Franz Schneider Verlag WorldCat
6. ↑  Franz Schneider Verlag. In: Börsenblatt. Archiviert vom Original am 4. Mai 2016; abgerufen am 11. Dezember 2022.
7. ↑  Franz Schneider Verlag. In: Berliner Adreßbuch, 1915, I. Teil, S. 2805 (auch in weiteren Adressbüchern).
8. ↑  Reinhard Würfell: Lexikon deutscher Verlage, 2000, mit Adressenänderungen, nach Jahrbüchern des deutschen Buchhandels, zitiert in LCCN von Franz Schneider Verlag
9. ↑  Hanni & Nanni. In: play-europa.de. Abgerufen am 10. April 2023.